# ليدا والبجعة

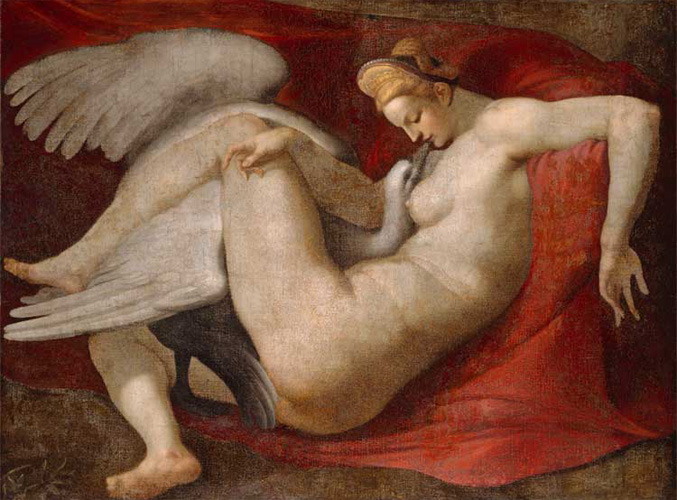

ليدا والبجعة إحدى أساطير الميثولوجيا الإغريقية، تحكي عن ليدا الفتاة التي أعجب بها زيوس. ليدا كانت ابنة حاكم أيتوليا ثيستياس، وزوجة تيندارياس حاكم أسبرطة. زادت شعبية أسطورتها بين العامة في عصر النهضة وما بعدها بفضل «لوحة ليدا والبجعة».

## عن الأسطورة
ليدا هي أم هيلين طروادة، وأم كلايتيمنيسترا وكاستور وبولوكس. أعجب زيوس بليدا وأغواها عبر تجسّده في هيئة بجعة حسبما ورد في الأساطير اليونانية القديمة، حيث وقع زيوس بين ذراعيها كبجعة محاولاً حماية نفسه من نسر محلق.

## نسبة إليها
- سمّي أحد أقمار كوكب المشتري نسبة إلى اسمها.